# Попов Микола Тарасович
Микола Тарасович Попов (7 серпня 1927, Ястребовка — 12 червня 2010) — радянський, український графік, член Національної спілки художників України (з 1961 року).

## Біографія
Народився 7 серпня 1927 року в селі Ястебовці (тепер Мантуровського району Курської області). В 1950–1956 роках навчався в Київському художньому інститутіті у О. Пащенка. Викладав в ньому з 1961 року на кафедрі графічних мистецтв, з 1978 — професор. Член КПРС з 1963 року.

Могила Миколи Попова

Помер 12 червня 2010 року. Похований в Києві на Байковому кладовищі (ділянка № 33).

## Творчість
Працював здебільшого у галузі станкової графіки і живопису. Віддавав перевагу літографії, офортові, різним засобам рисунка.
Твори:
- графічні серії:
  - «За мотивами „Кобзаря“ Т. Г. Шевченка» (1964);
  - «Завод і люди» (1966);
  - «Роки окупації» (1961—1968);
  - «Моє дитинство» (1970—1972);
  - «Сковорода» (1972);
  - «Світ людський» (1971—1977);
  - «Г. С. Сковорода» (1972);
  - «Партизанська сюїта» (1974);
  - «Сибір будується» (1974—1978);
  - «Боротьба і становлення» (1975—1977);
  - «Мій Київ» (1976—1980);
  - «Зимовий Седнів» (1977);
  - «По Індії» (1979);
  - «Мужність» (1981—1982);
  - «По Італії», «По Сибіру», «По Середній Азії» (1989—1991);
  - «По Єнисею» (1992—1994);
- живопис — цикл пейзажів[1].

## Відзнаки
Заслужений діяч мистецтв УРСР (з 1977 року), народний художник України (з 1997 року). Нагороджений Почесною грамотою Президії Верховної Ради УРСР, медалями.